# 舌化ミョン谷駅
舌化椧谷駅（ソルァミョンゴクえき）は、大韓民国大邱広域市達城郡にある大邱都市鉄道1号線の駅である。駅番号は115。
駅は舌化里にあるが駅勢圏人口は椧谷里の方が多く、住民間で駅名を巡る論争が続いた末に、双方の複合駅名とすることになった。

## 駅構造
- 相対式ホーム2面2線の地下駅。フルスクリーンのホームドア設置駅。

### のりば
| 地階                           | 出入口                                            | 出入口                     |
| 地下1階                        | 地下通路                                          | 出入口                     |
| 地下2階                        | コンコース階                                      | コンコース                 |
| 地下2階                        | コンコース階                                      | 自動券売機、改札口、トイレ |
| 地下3階                        |                                                   |                            |
|                                |                                                   |                            |
| 相対式ホーム、右側のドアが開く |                                                   |                            |
| 上りホーム                     | ←●1号線上り（当駅終着、引込線へ）                 |                            |
| 下りホーム                     | →●1号線下り 半月堂・中央路駅・安心方面（花園駅）→ |                            |
| 相対式ホーム、右側のドアが開く |                                                   |                            |

### 駅出口
- 1番出口：農協ハナロクラブ達城店
- 2番出口：達城郡女性文化福祉センター、玉浦/論工方面
- 3番出口：花園高校
- 4番出口：椧谷地区（市内バス停留所）
- 5番出口：椧谷地区
- 6番出口：花南派出所、達成中学校方面
- 7番出口：椧谷里
- 8番出口：椧川路

## 画像

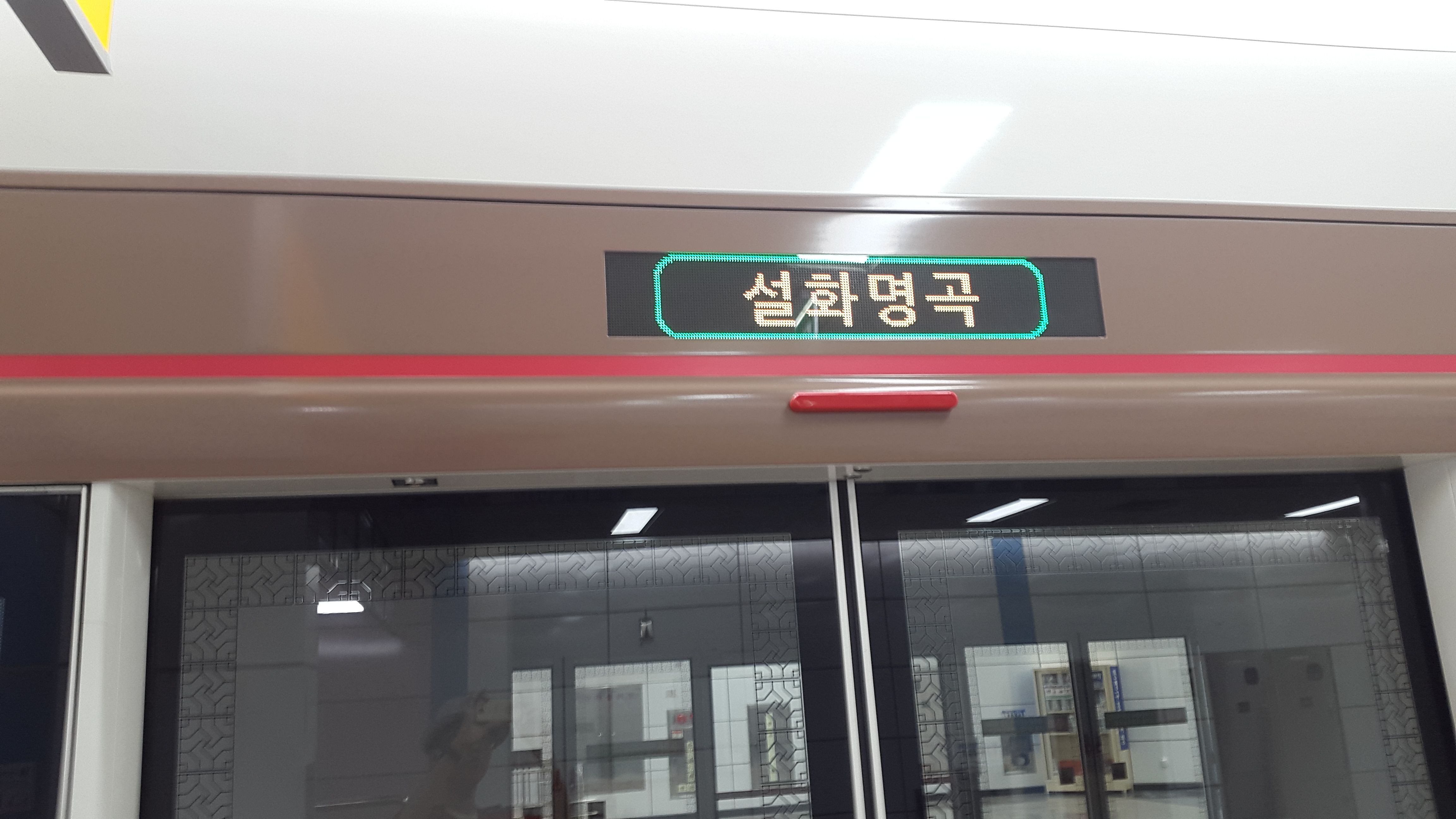
ホームドア案内標（駅名表示時）
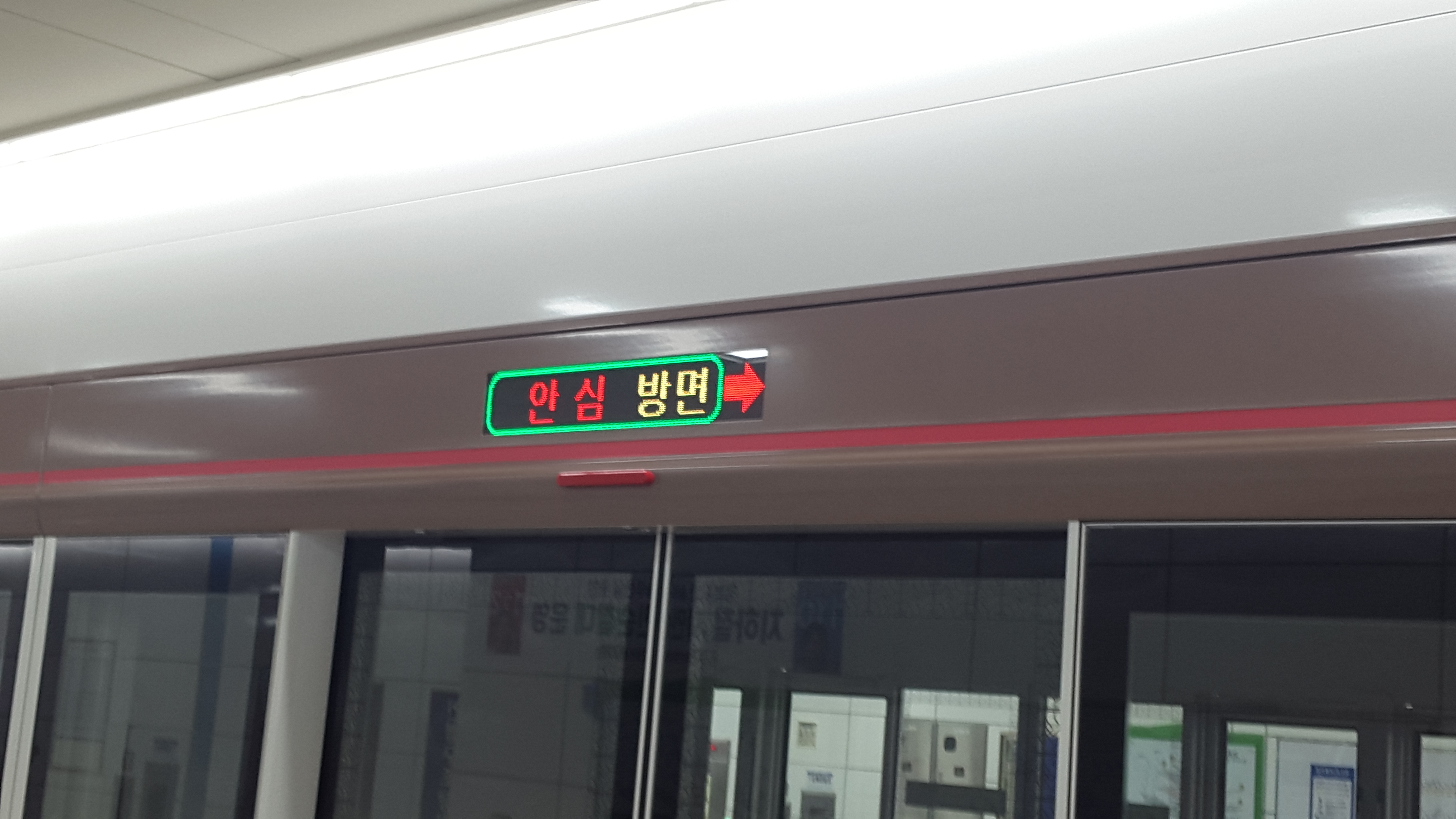
同左（次駅案内表示時）
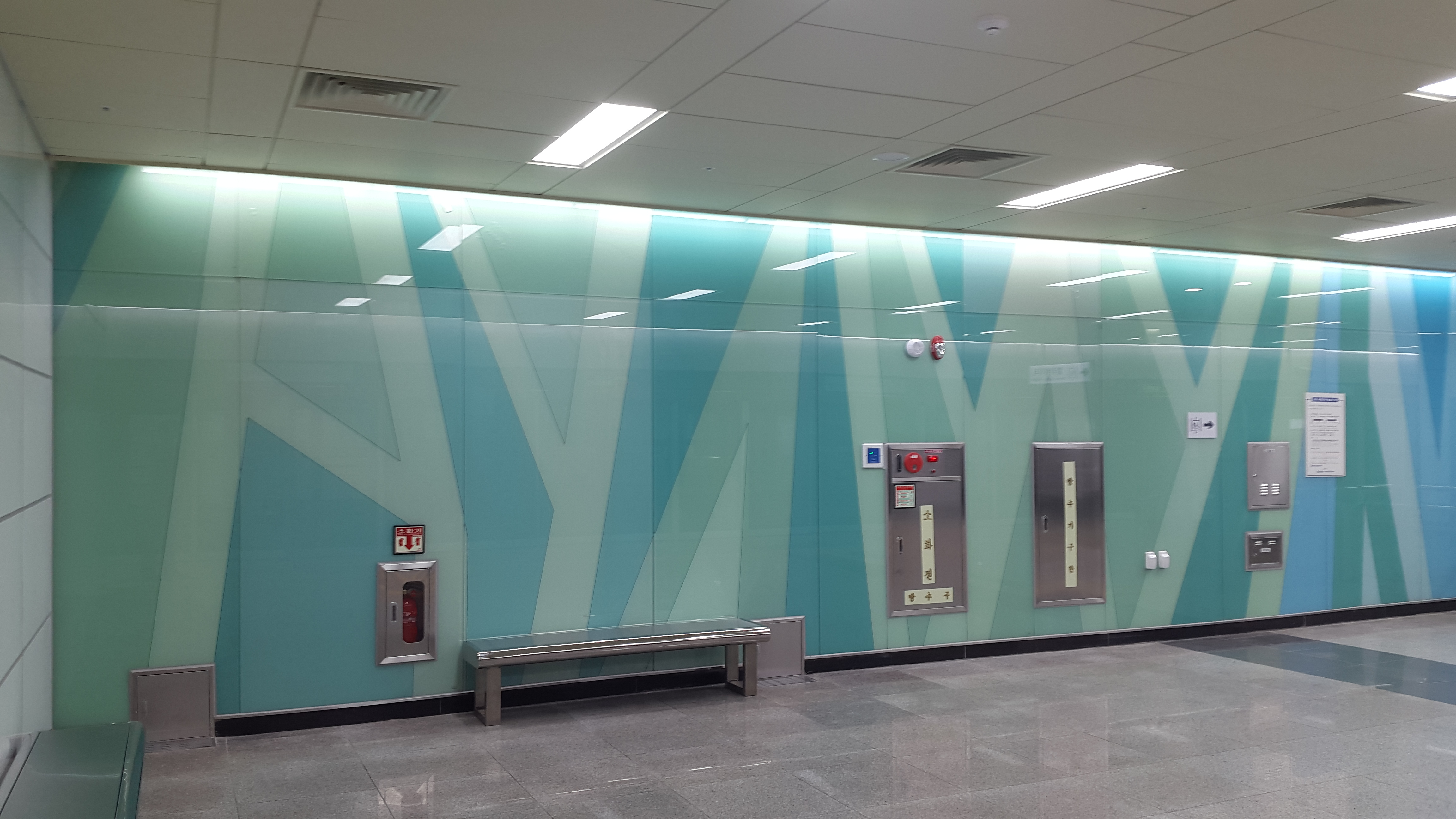
コンコース
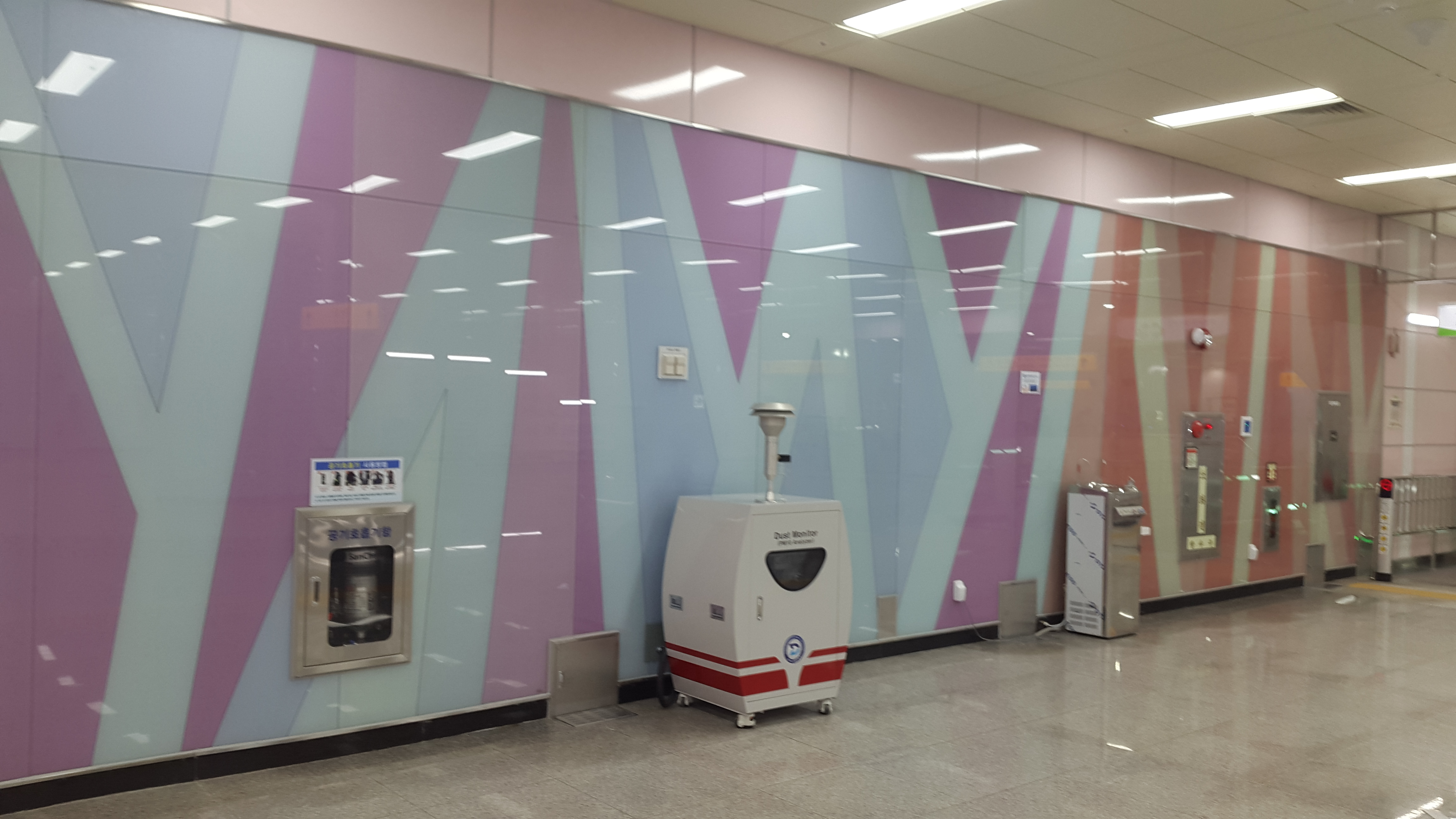
同左
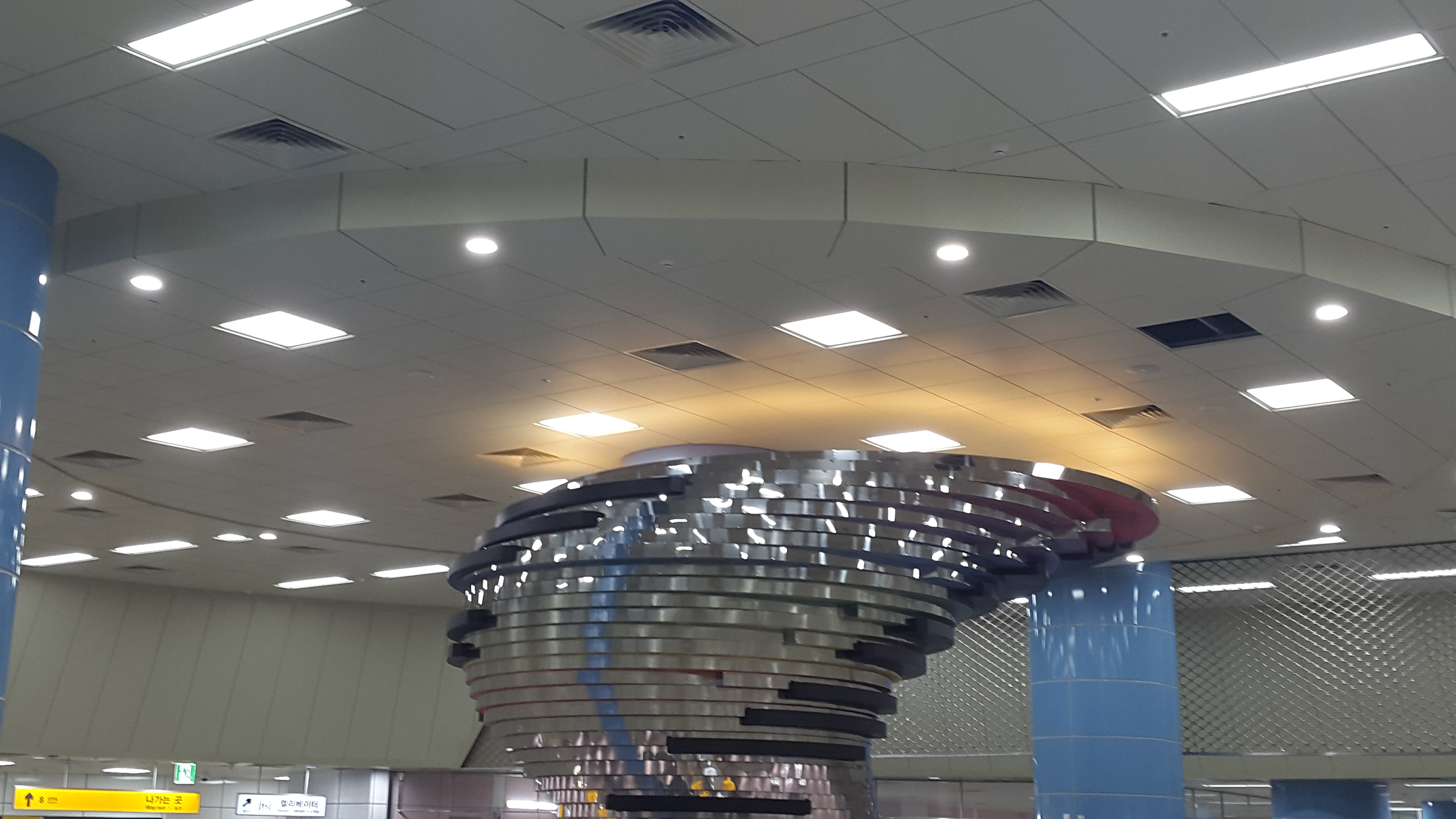
パブリックアート
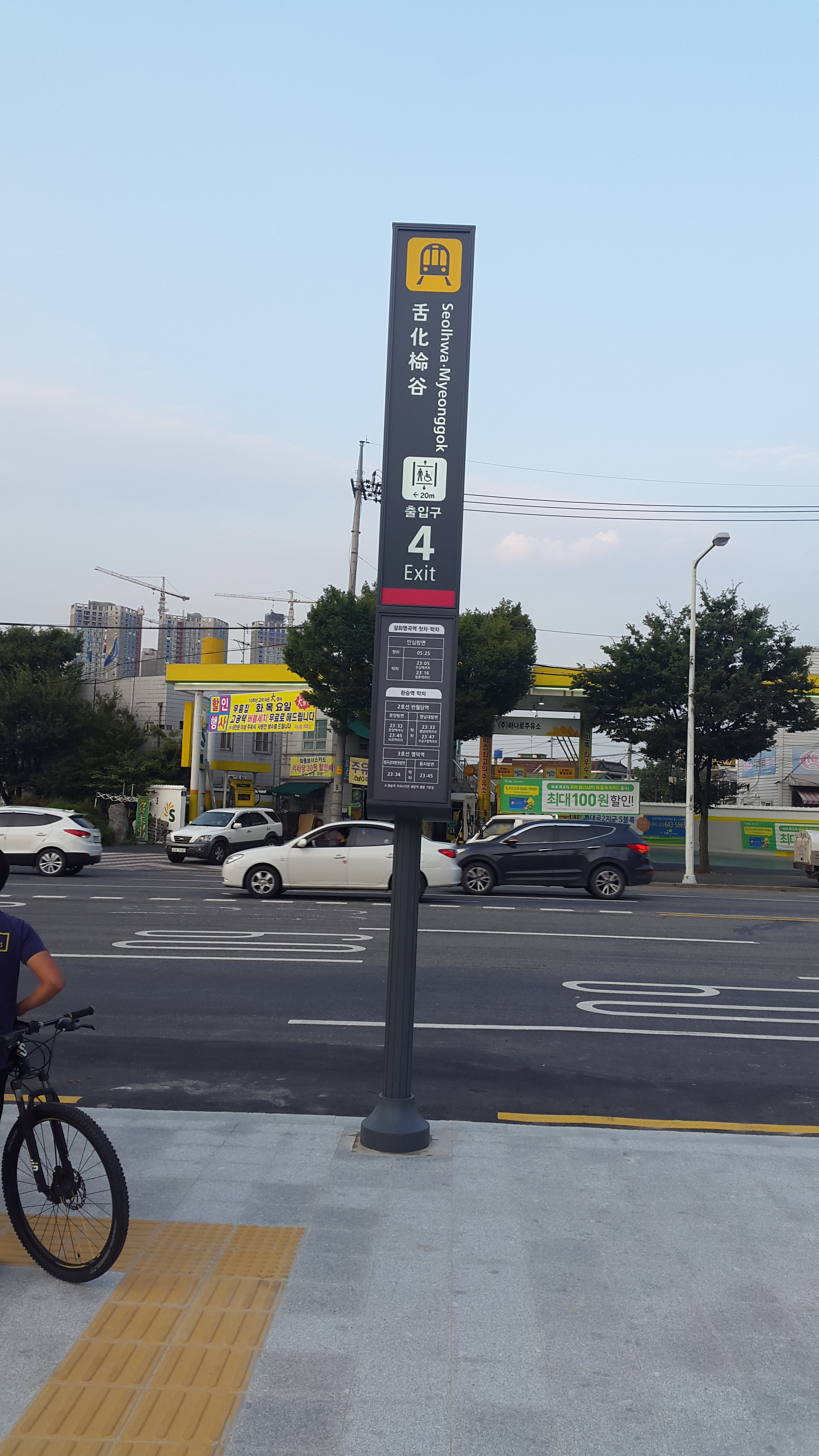
4号出口

## 駅周辺
- 達城郡花園邑舌化里
- 達城郡花園邑椧谷里
- 舌化里会館
- 達城郡施設管理公団
- 達城郡女性文化福祉センター
- ハナロマート
- 農協ハナロクラブ達城店
- 花園太王タウン
- 椧谷未来ヴィル住公1,2,3,4,5団地
- 大邱椧谷初等学校（朝鮮語版）
- 達成中学校（朝鮮語版）
- 花園高等学校（朝鮮語版）
- 大邱花南初等学校（朝鮮語版）
- 花園ハンセムタウン
- 大邱達成警察署花南派出所
- 椧谷2里会館
- ヘソル保育園
- 韓国道路公社花園玉浦営業所
- 中部内陸高速道路 花園玉浦IC
- 花園橋
- 椧川橋
- 達城流通センター（スーパーマーケット）

## 歴史
- 2016年
  - 4月20日 - 延伸区間駅名確定[1]。
  - 9月8日 - 大谷駅から当駅まで延伸開業[2]。

## 隣の駅
大邱交通公社
●1号線
舌化椧谷駅（115） - 花園駅（116）